# Сийлинъярви
Сийлинъярви (фин. Siilinjärvi) — община в провинции Северное Саво, губерния Восточная Финляндия, Финляндия. Общая площадь территории — 507,81 км², из которых 106,85 км² — вода.
В 2014 году биотехническая и химическая компания Reagena из Северного Саво представила в своей лаборатории в Сийлинъярви первый в мире экспресс-тест на клещевой энцефалит. Кроме того, Сийлинъярви известен как родина известного финского политика Юрки Катайнена, начинавшего свою карьеру в городском совете, и место дислокации истребителей-бомбардировщиков ВВС Финляндии Hornet F-18, а в 2019 г. город попал в новостные сводки благодаря тому, что лотерейный билет, купленный в складчину пятьюдесятью горожанами, выиграл 92 миллиона евро.

## Демография
На 31 января 2011 года в общине Сийлинъярви проживало 21 032 человека: 10 538 мужчин и 10 494 женщины.
Финский язык является родным для 99,07 % жителей, шведский — для 0,07 %. Прочие языки являются родными для 0,86 % жителей общины.
Возрастной состав населения:
- до 14 лет — 20,58 %
- от 15 до 64 лет — 65,01 %
- от 65 лет — 14,31 %

Изменение численности населения по годам:
| Год  | Численность |
| ---- | ----------- |
| 1980 | 15168       |
| 1990 | 18749       |
| 2000 | 19742       |
| 2010 | 21010       |
| 2011 | 21032       |